# Referéndum constitucional de Siria de 2012
El referéndum constitucional de Siria de 2012 fue un plebiscito que se celebró el 26 de febrero de 2012 para aprobar o rechazar el texto de una nueva constitución que el presidente Bashar al-Asad había ordenado redactar, como respuesta a la guerra civil que se desarrolla en Siria desde 2011. Los grupos de oposición se manifestaron en contra de los comicios e hicieron un llamamiento a boicotear el proceso, al considerar que la nueva constitución es fraudulenta y el referéndum una farsa, señalando que el gobierno sirio nunca respetó la antigua constitución, que garantiza la libertad de expresión y prohíbe la tortura.

## Cambios propuestos

### Partidos políticos
El nuevo texto elimina el monopolio político del Partido Baaz Árabe Socialista, permitiendo la formación de un sistema multipartidista. Establece que los partidos políticos no pueden basarse en criterios étnicos, religiosos, regionales o tribales, y que requieren la aprobación y el permiso del gobierno para constituirse como tales.

### Presidencia
Las elecciones presidenciales se celebrarán cada 7 años, con un límite de dos mandatos consecutivos que no se aplicará retroactivamente. En cada comicio se presentarán varios candidatos, contrariamente al sistema actual, donde un único candidato se presenta al cargo y este puede ser aceptado o rechazado.
Las condiciones para poder ser candidato a presidente son las siguientes:
- Ser musulmán.
- Obtener el apoyo de al menos 35 miembros del parlamento.
- Tener como mínimo 40 años de edad.
- Haber vivido en Siria al menos durante diez años antes de la elección.
- Ser sirio de nacimiento, al igual que sus padres.
- No estar casado con una mujer extranjera.

### Economía
Siria dejará de tener una economía planificada de carácter socialista, centrándose en el principio de desarrollo público y privado de la economía con el fin de incrementar el ingreso nacional y desarrollar la producción, para crear empleos y elevar el nivel de vida. La nueva constitución establece que el desarrollo es la principal meta económica, y que los productores y consumidores estarán protegidos, al igual que la propiedad privada, que sólo podrá ser confiscada en caso de guerra o desastre y mediante una indemnización justa.

### Religión y cultura
La constitución establece que el estado respetará y protegerá todas las religiones, agregando que, al igual que en la constitución antigua, la jurisprudencia islámica es la mayor fuente de inspiración. La investigación científica será apoyada por el Estado, protegiéndose las creaciones artísticas, literarias y culturales.

### Derechos y libertades
Se prohíbe cualquier tipo de discriminación, ya sea por sexo, origen, religión o idioma. La unidad nacional, la integridad y el servicio militar son considerados deberes sagrados, mientras que la libertad es considerada un derecho sagrado.

## Resultados
| Referéndum constitucional de Siria del 26 de febrero de 2012 Fuente: Syrian Arab News Agency (SANA) |

 
La participación de la población siria en torno a la reforma fue de 57%. 

| Opción           | Votos     | %     |
| ---------------- | --------- | ----- |
| A favor          | 7.490.319 | 89,42 |
| En contra        | 753.208   | 8,99  |
| En blanco - Nulo | 132.920   | 1,59  |
|                  |           |       |
| Total de votos   | 8.376.447 | 100   |